# Lerina
Lerina é um gênero de traça pertencente à família Arctiidae.